# Franja de Aragón

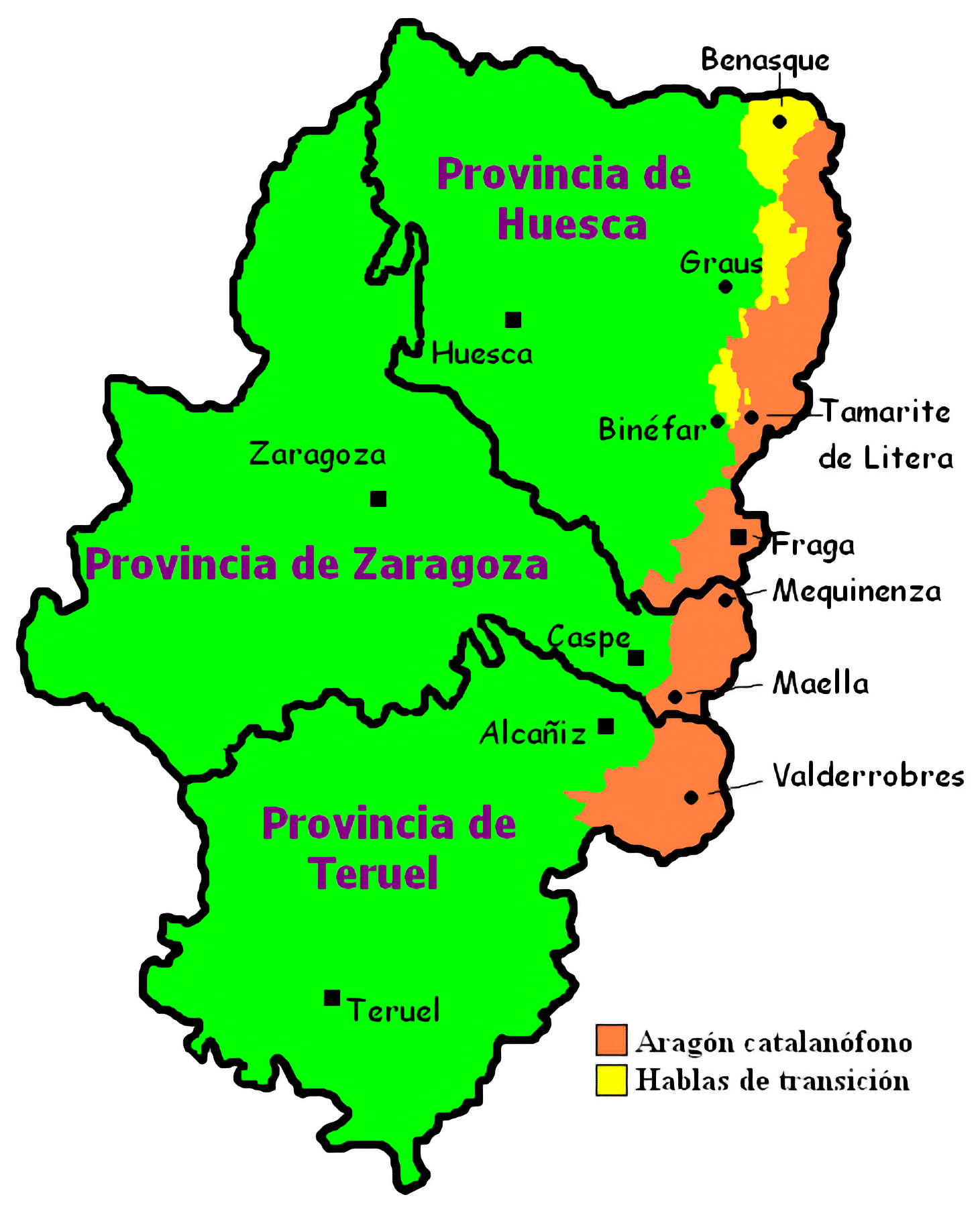
Localización del territorio de Aragón en el que se habla catalán.

Localización de la Franja de Ponent en el ámbito de la lengua catalana

El término Franja de Aragón (Franja d'Aragó, Franja de Ponent, o Franja Oriental en catalán; Francha d'Aragón, Francha de Llevant o Francha Oriental en aragonés) o simplemente la Franja se aplica habitualmente al Aragón catalanófono que abarca la zona oriental de la comunidad autónoma española de Aragón, limítrofe en su mayor parte con la de Cataluña. Con el paso del tiempo, la expresión «Franja de Aragón» ha tenido otras aplicaciones no siempre coincidentes con la delimitación lingüística. También es conocida con otros términos, como Franja de Poniente, Franja Oriental, Marcas de Poniente, Marcas de Aragón o incluso La Raya de Aragón.

## Génesis de la denominación 'Franja'

### Antecedentes y origen
La aplicación del término Franja en referencia a la zona oriental de Aragón es reciente, aunque cabe remontarse a principios del siglo XX para encontrar sus precedentes, en concreto al año 1929, cuando el geógrafo Pau Vila –quien posteriormente dibujaría el primer mapa comarcal de Cataluña durante la Segunda República española– bautiza al Aragón catalanohablante como Marcas de Poniente (en catalán: Marques de Ponent), siendo el primer intento de darle nombre a dicho territorio. Posteriormente la misma denominación sería empleada, ya en la segunda mitad del siglo XX, por filólogos como Joan Coromines, alternándose con otras denominaciones como «Marcas de Aragón» (Marques d'Aragó), «Cataluña aragonesa» (Catalunya aragonesa) o «la raya de Aragón» (la ratlla d'Aragó). 
En todos los casos las distintas denominaciones empleadas aluden a un mismo ámbito territorial, el área oriental de Aragón de lengua catalana, siendo en todos los casos denominaciones creadas desde Cataluña, es decir, es un concepto creado desde un punto de vista exógeno para poder denominar sustantivamente a un territorio de habla catalana ubicado al oeste de Cataluña, de allí la adjetivación «de Poniente» (de Ponent).
Es durante la transición española (segunda mitad de la década de 1970) cuando se aplica por primera vez el término Franja en referencia al Aragón catalanoparlante:

Sencillamente, el nombre en cuestión es una creación colectiva de un grupo de aragoneses de lengua catalana y catalanes del Principado interesados por el hecho que una parte de Aragón es de lengua catalana, que se reunían algunos sábados por la tarde en los locales del Centro Comarcal Leridano de Barcelona durante los primeros años de la transición democrática y, a su vez, creación también de unos primigenios y reducidos grupos locales –donde también participaban miembros de las tertulias sabáticas del Centro Leridano– surgidos en La Litera en defensa de la identidad lingüístico-cultural de la comarca.

En el Segundo Congreso Internacional de la Lengua Catalana celebrado en 1985 el Instituto de Estudios Catalanes, máxima autoridad científica de dicho idioma, adoptaría «Franja de Aragón» (Franja d'Aragó) como denominación para el Aragón catalanohablante desde un punto de vista académico. Mientras que la denominación «Franja de Poniente» (Franja de Ponent) quedaría relegada al ámbito político, en concreto en asociaciones, agrupaciones y partidos políticos afines al pancatalanismo.
Desde Aragón se emplean otras denominaciones alternativas como «Aragón Oriental» (Aragó Oriental), «Franja Oriental», «Comarcas Orientales» o «Franja de Levante» (Franja de Llevant).

### Nuevas acepciones
Lo que en un principio fuera una denominación relativa a un ámbito lingüístico posteriormente ha adquirido nuevas acepciones variando el ámbito territorial al que hace referencia. Principalmente, aparte de la acepción lingüística cabe mencionar las acepciones políticas formuladas desde el pancatalanismo, o algunas más recientes como la eclesiástica y socioeconómica. Según cada acepción los vínculos que agrupan a los municipios se ciñen a ligazones de distinta índole, en total se puede hablar de cuatro acepciones, a saber:
- Acepción eclesiástica
- Acepción lingüística
- Acepción política
- Acepción socioeconómica

## Acepción eclesiástica

### Origen
Las autoridades eclesiásticas, siguiendo con el propósito de adecuar los límites diocesanos a la realidad política, en este caso de Aragón, mediante el Nuncio Apostólico de la Santa Sede en España notificó el 15 de junio de 1995 al presidente de la Conferencia Episcopal Española, el arzobispo de Zaragoza, Elías Yanes, la decisión de la Santa Sede de acoger la recomendación de esta y realizar la transferencia de las 111 parroquias aragonesas hasta entonces pertenecientes a la diócesis de Lérida a la nueva diócesis de Barbastro-Monzón. La notificación en concreto se expresaba en los siguientes términos:

En cumplimiento del encargo recibido, me es grato comunicar a V.E. que la Congregación de los Obispos ha examinado detenidamente el asunto de la remodelación de los límites entre las diócesis de Lérida y de Barbastro, con base en la petición formulada a su tiempo por la Conferencia Episcopal Española de que los territorios de la autonomía de Aragón pertenecientes a la Diócesis de Lérida pasen a formar parte de la Diócesis de Barbastro. Y teniendo en cuenta las razones expuestas en orden a favorecer el mayor bien espiritual de los fieles, ha decidido acogerla.

Para la realización de la mencionada remodelación, dicho Dicasterio ha tomado la siguiente determinación:

1. Desmembrar de la Diócesis de Lérida las parroquias situadas en la autonomía aragonesa pertenecientes a los arciprestazgos de Ribagorza Occidental, Ribagorza Oriental y Cinca Medio y unirlas a la Diócesis de Barbastro, que pasará a denominarse Barbastro-Monzón.

2. Los otros arciprestazgos de Litera y Bajo Cinca con sus respectivas parroquias, serán agregados a la Diócesis de Barbastro-Monzón dentro de tres años, es decir, el 15 de junio de 1998, de manera que el territorio de la Diócesis de Lérida pueda mientras tanto ser adecuadamente definido.

La transferencia de las parroquias, en relación con sus respectivos bienes y especialmente objetos artísticos o de arte sacro, dio lugar a un litigio hasta la fecha no solventando. Desde dicho momento más de un centenar de obras artísticas ubicadas en el Museo Diocesano de Lérida son retenidas por el obispado leridano negando su entrega a la diócesis de Barbastro-Monzón. El litigio es popularmente conocido como el conflicto de los bienes/patrimonio eclesiástico de la Franja o del Aragón Oriental, y pese a comenzar siendo un debate de ámbito local, trascendió este y pasó a ser noticia en la prensa diaria de ámbito nacional, debido especialmente al enfrentamiento entre fuerzas políticas de Aragón y Cataluña.

### Ámbito territorial
En este caso destaca cómo el conflicto sobre el patrimonio eclesiástico ha atribuido una nueva acepción territorial al término Franja, la territorialidad a la que hace referencia no sigue criterio lingüístico alguno sino que se ciñe al ámbito territorial eclesiástico basado en arciprestazgos, incluyendo indiferentemente municipios castellanohablantes monolingües como municipios bilingües, y estando todos circunscritos a la provincia de Huesca.
Los arciprestazgos que abarcaría la Franja de Aragón en su acepción eclesiástica son:
- Arciprestazgo del Bajo Cinca
- Arciprestazgo del Cinca Medio
- Arciprestazgo de La Litera
- Arciprestazgo de la Ribagorza Occidental
- Arciprestazgo de la Ribagorza Oriental

| Fase                         | Nº de parroquias | Extensión (km²) | Habitantes |
| ---------------------------- | ---------------- | --------------- | ---------- |
| Septiembre de 1995           | 84               | 2317,3          | 37 793     |
| Junio de 1998                | 27               | 1607,7          | 30 296     |
| Total parroquias traspasadas | 111              | 3925,0          | 68 089     |

## Acepción lingüística

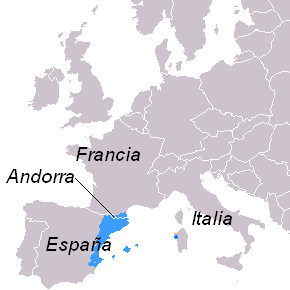
Ámbito territorial de la lengua catalana.

El catalán es la lengua propia y tradicional de este territorio. Es hablado por la mayor parte de la población, siendo el territorio donde el conocimiento oral del catalán es mayor. Saben hablarlo el 80,2 % de los adultos, que representan 33 743 hablantes en la Franja (datos de la encuesta de 2014). [cita requerida] El año 2004 eran 42 000 personas, el 88,8 % de la población adulta. [cita requerida] La reducción se debe sobre todo a causas demográficas, más que a causas sociolingüísticas. En todo Aragón hay 55 513 hablantes de catalán, según datos censales. [cita requerida] A pesar de todo ello, el catalán no es lengua oficial ni en la Franja ni en Aragón, y tiene una presencia casi nula en las instituciones públicas, muy limitada en la enseñanza (donde solo es posible estudiarla como optativa), en la administración y en actos públicos en general. Parte de la población de esta zona llama a su lengua con denominaciones peyorativas, como chapurriau, o por sus nombres locales: fragatí en Fraga, lliterà en la Litera, etc.; además algunas organizaciones llaman a estas variedades lingüísticas aragonés oriental.

### Ámbito territorial
Los límites exactos de la Franja de Aragón difieren dependiendo de la fuente, ya que existen algunos municipios de la Ribagorza en los que existirían dudas sobre si incluirlos como hablantes de catalán o de aragonés. La proporción de hablantes de una u otra lengua varía con el tiempo y la inmigración según el municipio, cosa que provoca que distintas fuentes establezcan fronteras ligeramente diferentes.
Según el anteproyecto de la Ley de lenguas
Durante la IV Legislatura de las Cortes de Aragón (1995-1999) bajo el gobierno de la coalición PP-PAR se emitió el Dictamen de la Comisión especial de estudio sobre la política lingüística en Aragón. El dictamen sentaría las bases para que en la siguiente legislatura (1999-2003) gobernando la coalición PSOE-PAR, se presentara el Anteproyecto de la Ley de Lenguas de Aragón, donde por primera vez se detallaría desde las Cortes de Aragón qué municipios aragoneses forman parte del ámbito lingüístico catalán, con la finalidad de reconocer la cooficialidad y potenciar el uso de la lengua catalana en el ámbito público y especialmente en la educación.
La ley no fue aprobada a causa de las protestas y recogidas de firmas en Aragón que se oponían a que el catalán se hiciera cooficial promovidas principalmente por FACAO y a la exigencia del ejecutivo de aprobarla desde el consenso de todas las fueras políticas, circunstancia que no se dio.
- Anexo:Municipios catalanófonos de Aragón según el Anteproyecto de la Ley de lenguas

Según el Instituto de Estudios Catalanes
Desde el punto de vista del Instituto de Estudios Catalanes el ámbito territorial es menor, debido a que no considera catalanohablante al municipio de Torre la Ribera, y clasifica como hablas de transición a los municipios de Azanuy-Alins, Isábena, Lascuarre y San Esteban de Litera, por lo cual el ámbito territorial de la lengua catalana se reduce a un total de 57 municipios que abarca una extensión de 4137,2 km² con una población de 46 442 habitantes (2007).
Según la Gran Enciclopedia Aragonesa
En el caso de la Gran Enciclopedia Aragonesa Archivado el 27 de abril de 2007 en Wayback Machine. (GEA) ocurre la inversa, el ámbito territorial de la Franja de Aragón se incrementa. Cabe mencionar que no recoge la entrada "Franja" pero si "Catalán en Aragón", donde ofrece las cifras de 5370 km² y 70 000 habitantes, sin especificar ni cuántos ni en qué municipios en concreto se habla catalán ni la fecha del censo de población de la cifra que ofrecen.
Según la Gran Geografía Comarcal del GREC
En el caso de la Gran Geografía Comarcal del Grupo Enciclopedia Catalana (GREC) el ámbito territorial de la Franja de Aragón también es mayor pero no tanto como en la GEA. Todos los municipios que añade al listado del anteproyecto de la Ley de lenguas son ribagorzanos y por tanto pertenecientes a la provincia de Huesca. En total añade 8 municipios y 3 núcleos de población, Güell, Laguarres y Torres del Obispo, que forman parte de dos municipios, de Graus en el caso del primero y el tercero, y de Capella en el caso del segundo. En la tabla que figura en el siguiente anexo se detallan las cifras oficiales de extensión y población de los municipios y núcleos de población:
- Anexo:Municipios catalanófonos de Aragón según la Gran Geografía Comarcal del GREC

### Tabla y mapa comparativos según fuentes
| Fuente                                   | Nº muni- cipios | % de Aragón | Extensión (km²) | % de Aragón | Habitantes (2007) | % de Aragón |
| ---------------------------------------- | --------------- | ----------- | --------------- | ----------- | ----------------- | ----------- |
| Anteproyecto de la Ley de lenguas        | 62              | 8,5         | 4442,8          | 9,3         | 47 686            | 3,7         |
| Instituto de Estudios Catalanes (IEC)    | 57              | 7,8         | 4137,2          | 8,3         | 46 442            | 3,6         |
| Gran Enciclopedia Aragonesa (GEA)        | ?               | -           | 5370,0          | 11,3        | 70 000            | 5,4         |
| Grupo Enciclopedia Catalana (GREC)       | 70              | 9,6         | 5008,0          | 10,5        | 51 803            | 4,0         |
| Total de la comunidad autónoma de Aragón | 730             | 100,0       | 47 719,2        | 100,0       | 1 296 655         | 100,0       |

Toponimia

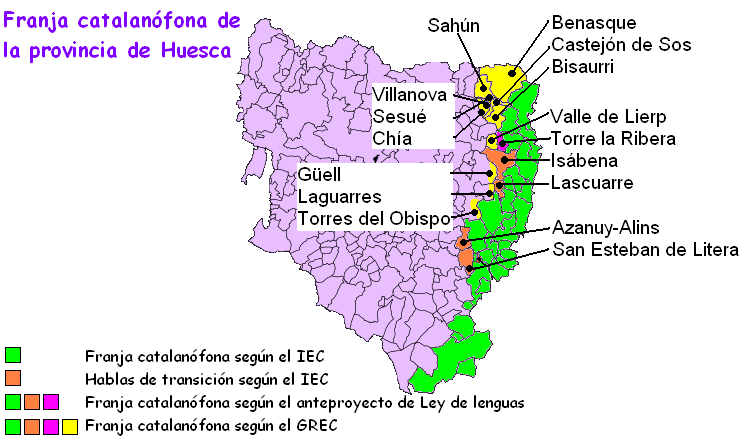
Variaciones de los municipios catalanófonos de la provincia de Huesca.

En relación con la toponimia local en lengua o modalidad lingüística vernácula no hay consenso en todos los casos, habiendo en algunos municipios denominación diferente según el topónimo oficial propuesto por las leyes comarcales y los topónimos no oficiales propuestos por el Instituto de Estudios Catalanes (IEC), en el siguiente anexo figura una tabla comparativa de las diferentes denominaciones: 
- Anexo:Toponimia de los municipios de la Franja de Aragón

## Acepción política

Municipios pertenecientes a la Franja.

La acepción política de la franja de Aragón va ligada a los movimientos políticos catalanistas. Desde el pancatalanismo siempre se ha considerado a dicha parte de Aragón como la Cataluña irredenta, que por avatares históricos ha quedado desmembrada de su comunidad cultural, comunidad sobre la cual se fundamenta la nación catalana según el pancatalanismo, abarcando todos los territorios de habla catalana en Andorra, España, Francia e Italia. El principal exponente de esta tendencia es el partido Esquerra Republicana de Catalunya (ERC).
Esta nueva acepción de los Países Catalanes surge a lo largo del siglo XX, y especialmente a partir de los años 1960 —impulsado principalmente por el escritor valenciano Joan Fuster—, el término recoge una nueva acepción política reivindicándose un estado nacional para los Países Catalanes fundamentado en una comunidad o etnia lingüística.
Desde la Franja de Aragón, el movimiento político y social pancatalanista es minoritario y de hecho no cuenta con implantación municipal salvo un concejal que ERC obtuvo en Calaceite bajo la marca Entesa per Calaceit. A principios de 2009 se formó como partido político el minoritario Convergencia Democrática de la Franja, patrocinado por Convergencia Democrática de Cataluña y que tuvo una efímera existencia.

## Acepción socioeconómica
La acepción socioeconómica de la Franja de Aragón hace mención al área territorial aragonesa situada en la órbita económica de Lérida, mucho mayor que Huesca y más cercana que Zaragoza. Dicha zona engloba a municipios de la provincia de Huesca y de la provincia de Zaragoza, que no son catalanohablantes. Dicha área de influencia económica se refleja en el hecho de que los aragoneses se desplacen a Lérida para realizar compras, trabajar, recibir asistencia sanitaria o estudiar, con independencia de la existencia de los límites político-administrativos vigentes.
No obstante, tal relación es la habitual en zonas limítrofes y también se produce en el sentido contrario, para asistencia sanitaria, comercio y servicios, como queda de manifiesto por la práctica de muchos catalanes de ir a repostar a gasolineras de la Franja para evitar el pago de un impuesto regional.